# کارن پیکرینگ
کارن پیکرینگ (به انگلیسی: Karen Pickering) (زادهٔ ۱۹ دسامبر ۱۹۷۱) شناگر اهل بریتانیا است.